# Solkan

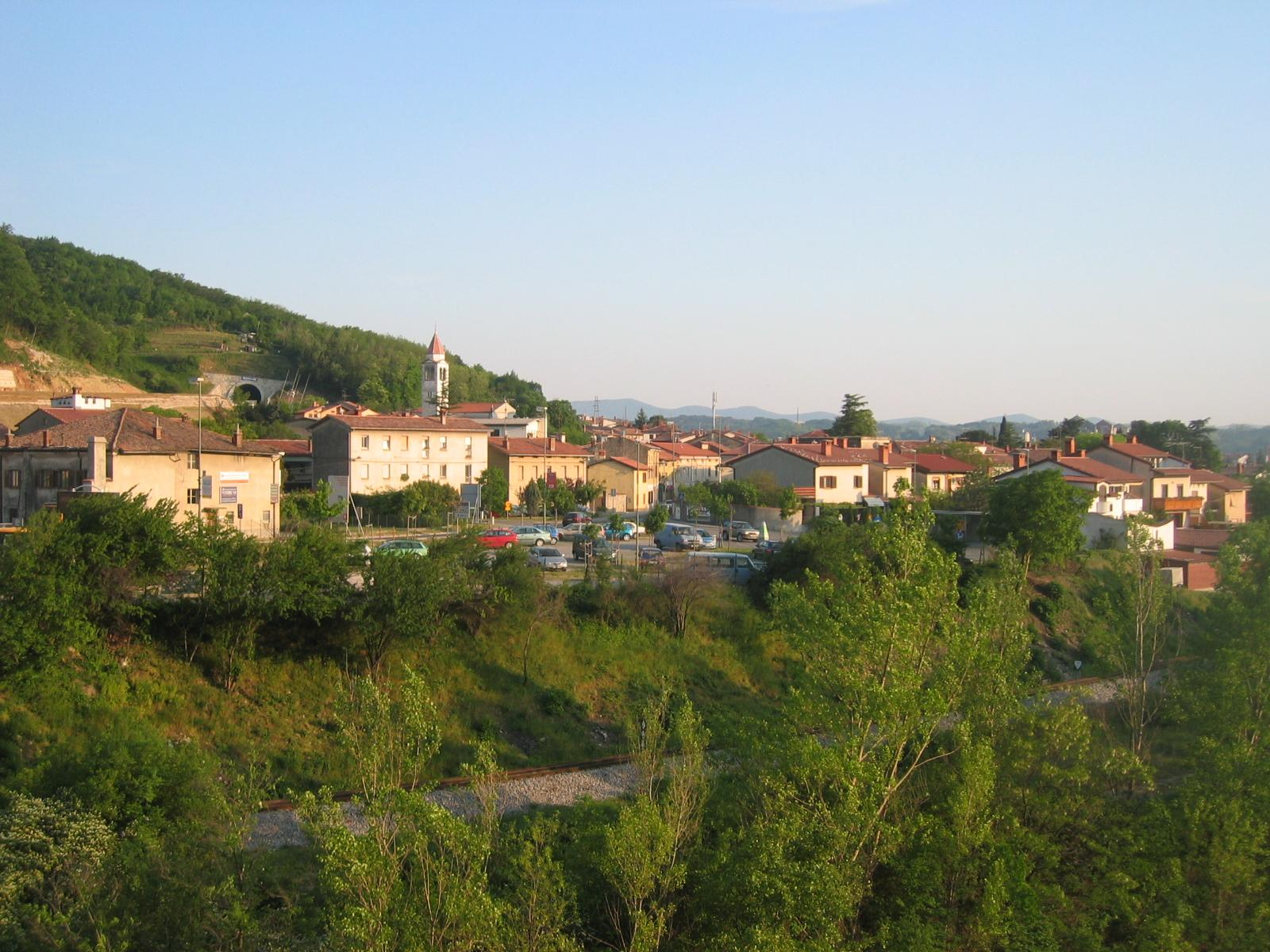
Panorama von Sokan

Solkan (deutsch Salkon), ist ein Ortsteil der Stadtgemeinde Nova Gorica im Westen Sloweniens, unmittelbar an der italienischen Grenze.

## Geschichte
Solkan wird im Jahr 1001 unter der Bezeichnung Siliganum erwähnt.
Im Ersten Weltkrieg wurde der Ort in den Isonzoschlachten fast vollständig zerstört. Nach dem Zusammenbruch Österreich-Ungarns im Jahr 1918 wurde er zusammen mit der gesamten Grafschaft Görz und Gradisca Teil des Königreichs Italien. Im Jahr 1925 wurde die Gemeinde als eigenständige Gemeinde abgeschafft und mit Görz zusammengelegt.
1947 wurde Solkan der Sozialistischen Föderativen Republik Jugoslawien angegliedert, während Görz bei Italien blieb. Im selben Jahr begann der Bau der neuen Stadt Nova Gorica auf dem Gebiet, das zuvor von Weinbergen und Feldern eingenommen wurde, die größtenteils zum ländlichen Gebiet von Solkan gehörten. Im Jahr 1952 wurde  Solkan in diese eingemeindet. 

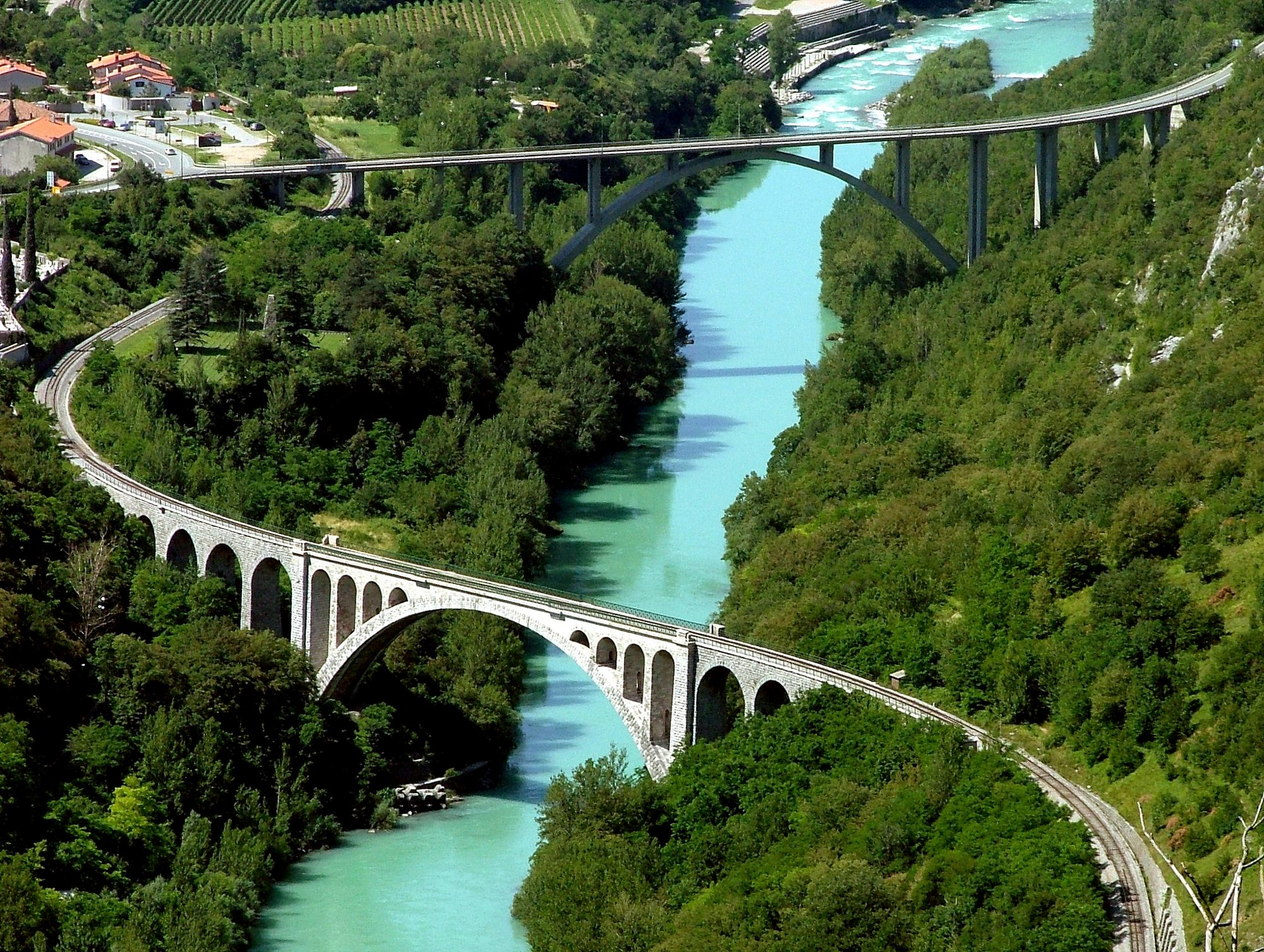
Salcanobrücke

## Sehenswürdigkeiten
- Salcanobrücke, die größte gemauerte Eisenbahn-Bogenbrücke der Welt
- Sočatal

## Persönlichkeiten
Zu den Persönlichkeiten, die in Solkan geboren wurden, lebten oder starben gehören:
- Boris Kalin, slowenischer Bildhauer
- Friedrich Ludy, deutscher Radierer